# سید محمد جعفر
سید محمد جعفر (به انگلیسی: Sayed Mohammed Jaffer) (زاده ۲۵ اوت ۱۹۸۵) یک بازیکن فوتبال اهل بحرین است.
وی همچنین در تیم ملی فوتبال بحرین بازی کرده‌است.